# Comté de Perenjori
Le Comté de Perenjori est une zone d'administration locale à l'est de l'Australie-Occidentale en Australie. Le comté est situé à environ 360 kilomètres au nord de Perth, la capitale de l'État.
Le centre administratif du comté est la ville de Perenjori.
Le comté est divisé en un certain nombre de localités:
- Perenjori
- Bowgada
- Bunjil
- Caron
- Latham
- Maya

Le comté a 9 conseillers locaux en 5 circonscriptions.